# Pacto de Sicardo
O Pacto de Sicardo (em latim: Pactum Sicardi foi um tratado assinado em 4 de julho de 836 entre o grego Ducado de Nápoles, incluindo suas cidades-estados satélites de Sorrento e Amalfi, representadas pelo bispo João IV e o duque André II, e o príncipe lombardo de Benevento, Sicardo. O tratado foi um armistício que pôs fim a uma guerra entre os estados gregos e Benevento, durante a qual o Império Bizantino não interveio em nome de seus súditos. Era para durar cinco anos entre o príncipe lombardo e os napolitanos. Foi um armistício temporário e se distinguiu de outros tratados como Pacto de Raymundo (Pactum Warmundi), que estabelecia alianças temporárias.
A situação política na região da Campânia durante os séculos IX e X foi descrita como instável e caracterizada por tensões constantes entre e dentro dos governos vizinhos. O Pacto de Sicardo assumiu a forma de um tratado de múltiplas cláusulas que provavelmente visava abordar todas as possíveis causas de conflito entre os dois signatários.
Pelo tratado, o príncipe Sicardo reconheceu os direitos dos mercadores das três cidades de viajar por seus domínios. Ele tornou a navegação pelos rios Pátria, Volturno e Minturno aberta a mercadores, responsales (enviados) e milícias (soldados). Sicardo não desistiu de seus poderes de execução sobre o comércio ilegal de escravos (em lombardos) ou o tráfico de mercadorias roubadas. Ele aboliu a lex naufragii (lei do naufrágio) pela qual o proprietário de terras em cuja costa um navio naufragado ou sua carga naufragou era o possuidor dessa riqueza: "Se um navio naufragar por culpa [dos homens a bordo] os bens nele encontrados devem ser sejam devolvidos àquele a quem pertenceram e ainda pertencem". Esta medida, protegendo os direitos de propriedade das companhias de navegação e comerciantes, foi "muito avançada para estes tempos".
Apesar desses esforços, uma guerra recomeçou em 837, quando o duque André de Nápoles convocou os sarracenos como aliados contra Benevento. Em 838, Sicardo capturou Amalfi pelo mar. O Pacto de Sicardo indicou o interesse das partes neste território, particularmente com a referência fragmentária do tratado, que detalhava o interesse de ambas as partes em controlar as atividades dos amalfitanos.